# Фере (Тесалия)
Вижте пояснителната страница за други значения на Фере.
Фере или Фера (на старогръцки и катаревуса: Φεραί, четено съответно Ферай и Фере, на новогръцки димотики: Φερές, Ферес) е античен гръцки град, разположен в областта Тесалия на мястото на днешния град Велестино, Гърция.

## Митология
Според митологията Фера основана от цар Ферес, който избягал от Йолк, след като неговия полубрат Пелий завзел трона. Ферес е наследен от сина си Адмет, чиято жена Алкеста (Алкестида) умряла вместо него и била спасена от царството на Хадес от Херкулес. Ферейците заедно с йолкците, участват в Троянската война начело с царя си Евмел.

## История
Античният Фере съставлявал най-южната част на Пеласгиотида, като част от тесалийската тетрархия.
Фере по време на Пелопонеската война е съюзник на Древна Атина, макар политическият режим в града да е аристокрация. Към края на войната Ликофрон сваля аристократичното управление, установява тирания и се опитва да наложи контрол над цяла Тесалия. Ликофрон напада Лариса и другите тесалийски градове, които му се противопоставят съюзявайки се и образувайки тесалийска лига (404 г. пр. Хр.). През 395 г. пр. Хр. Ликофрон води нова кампания срещу Лариса, управлявана от Медий, вероятно член на Алевадите. Ликофрон печели помощта на Спарта, а Медий иска помощ от Атина. С атинска подкрепа Медий завзема град Фарсала и продава жителите му в робство.
В 395 г. пр. Хр. Медий се съюзява с беотийците срещу Спарта. Спартанският военачалник Агезилай тръгва на следната година към Азия. Медий му препречва пътя, но е разбит от Агезилай. Фарсала е възстановена и начело с тирана Полидам става вторият по значимост град в Тесалия след Фера.
След Ликофрон във Фере управлява тиранът Язон, вероятно негов син. Язон, енергичен и ловък владетел, се опитва да наложи контрола си върху цяла Тесалия и дори върху цяла Гърция. Язон успява да наложи избирането си за тагос на Тесалия и застава начело на силна войска от 6000 конници и 10 000 хоплити и подчинява градовете в областта. Последен и Фарсала на Полидам признава хегемонията на Язон и силата му нараства на 8000 конници и 20 000 хоплити. Язон сключва договор с Алцет I от Епир и с Аминта II Македонски от Македония. От 371 пр.н.е. влиза в съюз с Тива срещу Спарта.
В 370 г. пр. Хр. Язон е убит и е наследен от братята си Полифрон и Полидор, но скоро Полидор убива Полифрон и става едноличен владетел на Фера и Тесалия. Полидор управлява жестоко – Полидам от Фарсала и други съперничещи му тирани, като този на Лариса са екзекутирани.
Полидор е убит от Александър – негов брат или племенник, който се оказва още по-жесток тиран. Алевадите и други благородни родове са преследвани. Младият македонски цар Александър II Македонски, син на Аминта, нахлува в Тесалия, разбива ферейците и окупира Лариса и Кранон, но скоро е принуден от вътрешни безредици да се оттегли. Александър се връща на власт в Тесалия, но някои тесалийски градове искат помощ от Тива и в 369 г. пр. Хр. Пелопид нахлува в Тесалия и окупира Лариса и други градове.
На следната 368 г. пр. Хр. Пелопид е нападнат в Лариса от Александър Ферейски, който иска помощ от Атина. Пелопидите си осигуряват подкрепата на Македония и Персия и постепенно Тива започва да играе водеща роля в Гърция. В 366 г. пр. Хр. тиванецът Исмений нахлува в Тесалия, но е пленен от Александър Ферейски. Но експедиция на Епаминонд в 365 г. пр. Хр. разбива Александър и след още две неуспешни за него сражения, той е принуден да признае тиванската хегемония.
След смъртта на Епаминонд при Мантинея в 362 г. пр. Хр. Александър Ферейски си възвръща властта в Тесалия. В 359 г. пр. Хр. Александър е убит и наследен от брата на жена си Тисифрон, а по късно от брат му Ликофрон II. В 353 г. пр. Хр. Филип II Македонски нахлува в Тесалия като съюзник на Лариса. Ликофрон го отблъсква с помощта на фокидците, но на следващата година е разбит в битка на крокусово поле, Фера е обсадена и се предава.
Филип установява във Фера демокрация и дава на полиса формална независимост. В 344 г. пр. Хр. избухва въстание, начело с представители на рода на старите тирани и Филип установява гарнизон във Фера и Тесалия е окончателно подчинена на Македония.
В 191 г. пр. Хр. Фера е завладяна от Римската република.

## Днес
Днес от Фера са запазени предимно градските стени. Демът, чийто център е Велестино се нарича Фера.